# Cói túi Hà Nam Ninh
Cói túi Hà Nam Ninh hay kiết Hà Nam Ninh (danh pháp: Carex hanamninhensis) là một loài thực vật có hoa trong họ Cói. Loài này được K.K.Nguyen mô tả khoa học đầu tiên năm 1979.